# Playa de Sotavento de Jandía
Playa de Sotavento de Jandía este o arie protejată (arie specială de conservare — SAC, sit de importanță comunitară — SCI) din Spania întinsă pe o suprafață de 5.461,11 ha, integral marine.

## Localizare
Centrul sitului Playa de Sotavento de Jandía este situat la coordonatele 28°10′02″N 14°11′42″W / 28.1673°N 14.1949°V.

## Înființare
Situl Playa de Sotavento de Jandía a fost declarat sit de importanță comunitară în octombrie 1999 pentru a proteja 31 de specii de animale. Situl a fost protejat și ca arie specială de conservare în septembrie 2011.

## Biodiversitate
Situată în ecoregiunile  și marină macaroneziană, aria protejată conține 2 habitate naturale: Recifuri, Bancuri de nisip acoperite în permanență slab de apă marină.
La baza desemnării sitului se află mai multe specii protejate:
- păsări (28): fluierar de munte (Actitis hypoleucos), stârc cenușiu (Ardea cinerea), Calidris alba, fugaci de țărm (Calidris alpina), Calidris canutus, fugaci roșcat (Calidris ferruginea), fugaci mic (Calidris minuta), bătăuș (Calidris pugnax), prundăraș de sărătură (Charadrius alexandrinus), prundaș gulerat mare (Charadrius hiaticula), egretă mică (Egretta garzetta), ciovlica roșcată (Glareola pratincola), scoicar (Haematopus ostralegus), stârc pitic (Ixobrychus minutus), pescăruș râzător (Larus ridibundus), sitar de mal nordic (Limosa lapponica), sitar de mâl (Limosa limosa), culic mare (Numenius arquata), Numenius phaeopus, lopătar (Platalea leucorodia), ploier argintiu (Pluvialis squatarola), ciocântors (Recurvirostra avosetta), chiră de baltă (Sterna hirundo), chiră mică (Sternula albifrons), chiră de mare (Thalasseus sandvicensis), fluierar negru (Tringa erythropus), fluierar cu picioare verzi (Tringa nebularia), fluierarul cu picioare roșii (Tringa totanus)
- mamifere (1): delfin mare (Tursiops truncatus)
- reptile (2): Caretta caretta, Chelonia mydas

Pe lângă speciile protejate, pe teritoriul sitului au mai fost identificate 4 specii de plante, 3 specii de păsări, 1 specie de mamifere, 11 specii de nevertebrate, 5 specii de pești, 1 specie de reptile.